# Campionati europei under 23 di atletica leggera 2017
L'XI Campionato europeo under 23 di atletica leggera (in inglese: 2017 European Athletics U23 Championships) si è disputato a Bydgoszcz, in Polonia, dal 13 al 16 luglio 2017. L'impianto che ha ospitato le gare è stato lo Zdzisława Krzyszkowiaka Stadion di Bydgoszcz.

## Nazioni partecipanti
Tra parentesi, il numero di atleti partecipanti per nazione.
- Armenia (1)
- Austria (15)
- Azerbaigian (2)
- Belgio (16)
- Bielorussia (28)
- Bosnia ed Erzegovina (3)
- Bulgaria (7)
- Rep. Ceca (29)
- Cipro (7)
- Croazia (19)
- Danimarca (13)
- Estonia (13)
- Finlandia (41)
- Francia (58)
- Georgia (2)
- Germania (72)
- Gibilterra (2)
- Grecia (15)
- Atleti indipendenti (EAA)
- Irlanda (18)
- Islanda (9)
- Israele (8)
- Italia (81)
- Kosovo (1)
- Lettonia (10)
- Lituania (22)
- Lussemburgo (3)
- Macedonia (2)
- Malta (2)
- Moldavia (5)
- Norvegia (27)
- Paesi Bassi (20)
- Polonia (58)
- Portogallo (28)
- Gran Bretagna (45)
- Romania (25)
- San Marino (2)
- Serbia (10)
- Slovacchia (15)
- Slovenia (12)
- Spagna (64)
- Svezia (43)
- Svizzera (32)
- Turchia (44)
- Ucraina (49)
- Ungheria (27)

## Risultati

### Uomini
| Specialità | Oro                                                                 | Prestazione | Argento                                                                      | Prestazione | Bronzo                                                                   | Prestazione |
| Corse piane |                                                                     |             |                                                                              |             |                                                                          |             |
| 100 metri | Ojie Edoburun                                                       | 10"14       | Ján Volko                                                                    | 10"18       | Jonathan Quarcoo                                                         | 10"29       |
| 200 metri | Ján Volko                                                           | 20"33       | Gautier Dautremer                                                            | 20"66       | Roger Gurski                                                             | 20"70       |
| 400 metri | Luka Janežič                                                        | 45"33       | Karsten Warholm                                                              | 45"75       | Benjamin Lobo Vedel                                                      | 46"08       |
| 800 metri | Andreas Kramer                                                      | 1'48"15     | Daniel Rowden                                                                | 1'48"16     | Marc Reuther                                                             | 1'48"66     |
| 1.500 metri | Marius Probst                                                       | 3'49"06     | Filip Sasínek                                                                | 3'49"23     | Michał Rozmys                                                            | 3'49"30     |
| 5.000 metri | Yemaneberhan Crippa                                                 | 14'14"28    | Simon Debognies                                                              | 14'14"71    | Carlos Mayo                                                              | 14'15"07    |
| 10.000 metri | Carlos Mayo                                                         | 29'28"06    | Amanal Petros                                                                | 29'34"94    | Emmanuel Roudolff-Lévisse                                                | 29'42"85    |
| Corse a ostacoli |                                                                     |             |                                                                              |             |                                                                          |             |
| 110 metri ostacoli | Ludovic Payen                                                       | 13"49       | Khai Riley-Laborde                                                           | 13"65       | Dylan Caty                                                               | 13"66       |
| 400 metri ostacoli | Karsten Warholm                                                     | 48"37       | Dany Brand                                                                   | 49"14       | Ludvy Vaillant                                                           | 49"31       |
| 3000 metri siepi | Yohanes Chiappinelli                                                | 8'34"33     | Ahmed Abdelwahed                                                             | 8'37"02     | Jamaine Coleman                                                          | 8'40"44     |
| Salti |                                                                     |             |                                                                              |             |                                                                          |             |
| Salto in alto | Dzmitry Nabokau                                                     | 2,24 m      | Christian Falocchi                                                           | 2,24 m      | Viktor Lonskyy                                                           | 2,24 m      |
| Salto con l'asta | Ben Broeders                                                        | 5,60 m      | Axel Chapelle                                                                | 5,60 m      | Adrián Vallés                                                            | 5,50 m      |
| Salto in lungo | Vladyslav Mazur                                                     | 8,04 m      | Filippo Randazzo                                                             | 7,98 m      | Thobias Nilsson Montler                                                  | 7,96 m      |
| Salto triplo | Nazim Babayev                                                       | 17,18 m     | Simo Lipsanen                                                                | 17,14 m     | Max Heß                                                                  | 16,68 m     |
| Lanci |                                                                     |             |                                                                              |             |                                                                          |             |
| Getto del peso | Konrad Bukowiecki                                                   | 21,59 m     | Denzel Comenentia                                                            | 19,86 m     | Sebastiano Bianchetti                                                    | 19,69 m     |
| Lancio del disco | Sven Martin Skagestad                                               | 61,00 m     | Alin Alexandru Firfirică                                                     | 60,17 m     | Clemens Prüfer                                                           | 60,08 m     |
| Lancio del martello | Bence Halász                                                        | 73,30 m     | Bence Pásztor                                                                | 71,51 m     | Alexej Mikhailov                                                         | 70,60 m     |
| Lancio del giavellotto | Norbert Rivasz-Tóth                                                 | 83,08 m     | Ioannis Kiriazis                                                             | 81,04 m     | Andrian Mardare                                                          | 78,76 m     |
| Staffette |                                                                     |             |                                                                              |             |                                                                          |             |
| Staffetta 4×100 m | Germania Roger Gurski Kai Köllmann Philipp Trutenat Daniel Hoffmann | 39"11       | Gran Bretagna Theo Etienne Kyle de Escofet Reuben Arthur Ojie Edoburun       | 39"11       | Finlandia Willem Kajander Oskari Lehtonen Samuli Samuelsson Aleksi Lehto | 39"70       |
| Staffetta 4×400 m | Gran Bretagna Lee Thompson Ben Snaith Sam Hazel Cameron Chalmers    | 3'03"65     | Polonia Wiktor Suwara Przemysław Waściński Kajetan Duszyński Dariusz Kowaluk | 3'04"22     | Francia Victor Coroller Gilles Biron Étienne Merville Ludvy Vaillant     | 3'05"24     |
| Prove su strada |                                                                     |             |                                                                              |             |                                                                          |             |
| Marcia 20 km | Diego García                                                        | 1h22'29"    | Karl Junghannß                                                               | 1h22'52"    | Gabriel Bordier                                                          | 1h23'03"    |
| Prove multiple |                                                                     |             |                                                                              |             |                                                                          |             |
| Decathlon | Jiří Sýkora                                                         | 8084 p.     | Fredrik Samuelsson                                                           | 8080 p.     | Elmo Savola                                                              | 7956 p.     |
| record mondiale; record mondiale stagionale; miglior prestazione mondiale under 23; miglior prestazione mondiale stagionale under 23; record europeo; miglior prestazione europea stagionale; miglior prestazione europea under 23; miglior prestazione europea stagionale under 23; record dei campionati; record nazionale; record nazionale under 23; record personale; record personale stagionale. |                                                                     |             |                                                                              |             |                                                                          |             |

### Donne
| Specialità | Oro                                                                              | Prestazione | Argento                                                                   | Prestazione | Bronzo                                                               | Prestazione |
| Corse piane |                                                                                  |             |                                                                           |             |                                                                      |             |
| 100 metri | Ewa Swoboda                                                                      | 11"42       | Kryscina Cimanoŭskaja                                                     | 11"54       | Sina Mayer                                                           | 11"58       |
| 200 metri | Finette Agyapong                                                                 | 22"87       | Sarah Atcho                                                               | 22"90       | Yana Kachur                                                          | 23"20       |
| 400 metri | Gunta Latiševa-Čudare                                                            | 52"00       | Laura Müller                                                              | 52"42       | Laura de Witte                                                       | 52"51       |
| 800 metri | Renée Eykens                                                                     | 2'04"73     | Aníta Hinriksdóttir                                                       | 2'05"02     | Hannah Segrave                                                       | 2'05"53     |
| 1.500 metri | Konstanze Klosterhalfen                                                          | 4'10"30     | Sofia Ennaoui                                                             | 4'13"54     | Martyna Galant                                                       | 4'17"91     |
| 5.000 metri | Yasemin Can                                                                      | 15'01"67    | Alina Reh                                                                 | 15'10"57    | Sarah Lahti                                                          | 15'14"17    |
| 10.000 metri | Yasemin Can                                                                      | 31'39"80    | Sarah Lahti                                                               | 32'46"91    | Büşra Nur Koku                                                       | 33'33"22    |
| Corse a ostacoli |                                                                                  |             |                                                                           |             |                                                                      |             |
| 100 metri ostacoli | Nadine Visser                                                                    | 12"92       | Ėl'vira Herman                                                            | 12"95       | Luca Kozák                                                           | 13"06       |
| 400 metri ostacoli | Ayomide Folorunso                                                                | 55"82       | Jessica Turner                                                            | 56"08       | Arna Stefanía Gudmundsdóttir                                         | 56"37       |
| 3000 metri siepi | Anna-Emilie Møller                                                               | 9'43"05     | Nataliya Strebkova                                                        | 9'44"52     | Emma Oudiou                                                          | 9'50"30     |
| Salti |                                                                                  |             |                                                                           |             |                                                                      |             |
| Salto in alto | Yuliya Levchenko                                                                 | 1,96 m      | Iryna Herashchenko                                                        | 1,92 m      | Erika Furlani                                                        | 1,86 m      |
| Salto con l'asta | Angelica Moser                                                                   | 4,55 m      | Maryna Kylypko                                                            | 4,45 m      | Lucy Bryan                                                           | 4,40 m =    |
| Salto in lungo | Yanis David                                                                      | 6,56 m      | Anna Bühler                                                               | 6,50 m      | Maryna Bekh                                                          | 6,48 m      |
| Salto triplo | Elena Panțuroiu                                                                  | 14,27 m     | Ana Peleteiro                                                             | 14,19 m     | Rouguy Diallo                                                        | 13,99 m     |
| Lanci |                                                                                  |             |                                                                           |             |                                                                      |             |
| Getto del peso | Fanny Roos                                                                       | 18,14 m     | Klaudia Kardasz                                                           | 17,67 m     | Alina Kenzel                                                         | 17,46 m     |
| Lancio del disco | Claudine Vita                                                                    | 61,79 m     | Daria Zabawska                                                            | 59,08 m     | Veronika Domjan                                                      | 58,48 m     |
| Lancio del martello | Alyona Shamotina                                                                 | 67,46 m     | Camille Sainte-Luce                                                       | 66,98 m     | Beatrice Nedberge Llano                                              | 66,74 m     |
| Lancio del giavellotto | Sara Kolak                                                                       | 65,12 m     | Anete Kociņa                                                              | 64,47 m     | Marcelina Witek                                                      | 63,03 m     |
| Staffette |                                                                                  |             |                                                                           |             |                                                                      |             |
| Staffetta 4×100 m | Spagna Paula Sevilla Ane Petrirena Lara Gomez Cristina Lara                      | 43"96       | Francia Maroussia Paré Cynthia Leduc Fanny Peltier Amandine Brossier      | 44"06       | Svizzera Riccarda Dietsche Sarah Atcho Ajla Del Ponte Géraldine Frey | 44"07       |
| Staffetta 4×400 m | Polonia Dominika Muraszewska Adrianna Janowicz Mariola Karaś Aleksandra Gaworska | 3'29"66     | Germania Hendrikje Richter Laura Müller Nelly Schmidt Hannah Mergenthaler | 3'30"18     | Ucraina Dariya Stavnycha Yana Kachur Tetyana Melnyk Kateryna Klymyuk | 3'30"22     |
| Prove su strada |                                                                                  |             |                                                                           |             |                                                                      |             |
| Marcia 20 km | Klavdiya Afanasyeva                                                              | 1h31'15"    | María Pérez                                                               | 1h31'29"    | Živilė Vaiciukevičiūtė                                               | 1h32'21"    |
| Prove multiple |                                                                                  |             |                                                                           |             |                                                                      |             |
| Eptathlon | Caroline Agnou                                                                   | 6330 p.     | Verena Preiner                                                            | 6232 p.     | Celina Leffler                                                       | 6070 p.     |
| record mondiale; record mondiale stagionale; miglior prestazione mondiale under 23; miglior prestazione mondiale stagionale under 23; record europeo; miglior prestazione europea stagionale; miglior prestazione europea under 23; miglior prestazione europea stagionale under 23; record dei campionati; record nazionale; record nazionale under 23; record personale; record personale stagionale. |                                                                                  |             |                                                                           |             |                                                                      |             |

## Medagliere
Legenda
     Paese ospitante
| Posizione | Paese                     | Oro | Argento | Bronzo | Totale |
| --------- | ------------------------- | --- | ------- | ------ | ------ |
| 1         | Germania                  | 4   | 6       | 8      | 18     |
| 2         | Gran Bretagna             | 3   | 4       | 3      | 10     |
| 2         | Polonia                   | 3   | 4       | 3      | 10     |
| 4         | Ucraina                   | 3   | 3       | 4      | 10     |
| 5         | Italia                    | 3   | 3       | 2      | 8      |
| 6         | Spagna                    | 3   | 2       | 2      | 7      |
| 7         | Francia                   | 2   | 4       | 7      | 13     |
| 8         | Svezia                    | 2   | 2       | 2      | 6      |
| 9         | Svizzera                  | 2   | 2       | 1      | 5      |
| 10        | Norvegia                  | 2   | 1       | 2      | 5      |
| 11        | Ungheria                  | 2   | 1       | 1      | 4      |
| 12        | Belgio                    | 2   | 1       | 0      | 3      |
| 13        | Turchia                   | 2   | 0       | 1      | 3      |
| 14        | Bielorussia               | 1   | 2       | 0      | 3      |
| 15        | Paesi Bassi               | 1   | 1       | 1      | 3      |
| 16        | Rep. Ceca                 | 1   | 1       | 0      | 2      |
| 16        | Lettonia                  | 1   | 1       | 0      | 2      |
| 16        | Romania                   | 1   | 1       | 0      | 2      |
| 16        | Slovacchia                | 1   | 1       | 0      | 2      |
| 20        | Danimarca                 | 1   | 0       | 1      | 2      |
| 20        | Slovenia                  | 1   | 0       | 1      | 2      |
| 22        | Azerbaigian               | 1   | 0       | 0      | 1      |
| 22        | Croazia                   | 1   | 0       | 0      | 1      |
| 22        | Atleti indipendenti (EAA) | 1   | 0       | 0      | 1      |
| 25        | Finlandia                 | 0   | 1       | 2      | 3      |
| 26        | Islanda                   | 0   | 1       | 1      | 2      |
| 27        | Austria                   | 0   | 1       | 0      | 1      |
| 27        | Grecia                    | 0   | 1       | 0      | 1      |
| 29        | Lituania                  | 0   | 0       | 1      | 1      |
| 29        | Moldavia                  | 0   | 0       | 1      | 1      |
|           | Totale                    | 43  | 43      | 43     | 129    |